# (363) Padua
Pour les articles homonymes, voir Padua.
(363) Padua est un astéroïde de la ceinture principale découvert par Auguste Charlois le 17 mars 1893.